# Pulcinella
Pulcinella è una maschera napoletana della commedia dell'arte.

## Origini della maschera
La maschera di Pulcinella, come la conosciamo oggi, è stata inventata ad Acerra dall'attore capuano Silvio Fiorillo nei primi decenni del seicento, ma il suo costume moderno fu inventato nell'Ottocento da Antonio Petito. Infatti, in origine, la maschera di Fiorillo indossava un cappello bicorno (diverso da quello attuale "a pan di zucchero") e portava barba e baffi. Le origini di Pulcinella sono però molto più antiche.
Le ipotesi sono varie: c'è chi lo fa discendere da “Pulcinello”, ovvero un piccolo pulcino per via del naso adunco; c'è chi sostiene che un contadino di Acerra, Puccio d'Aniello, nel '600 si unì come buffone ad una compagnia di girovaghi di passaggio nel suo paese. Altri, come Margarete Bieber, vanno ancora più indietro nel tempo fino al IV secolo a.C. e sostengono che Pulcinella discende da Maccus, personaggio delle Atellane romane. Maccus rappresentava un tipo di servo dal naso lungo e dalla faccia bitorzoluta con guance grosse, con ventre prominente, che indossava una camicia trasformata in una veste larga e bianca. Le Atellane furono un tipo di spettacolo di origine osca molto popolare nell'antica Roma: potremmo paragonarle all'odierno teatro vernacolare o dialettale, apprezzate soprattutto da un pubblico di basso ceto. Maccus rappresentava ora il sileno ora il satiro, in qualche caso il tipo del servo con un lungo naso e la faccia bitorzoluta, camicia larga e bianca. Egli portava una mezza maschera, come quelle dei comici dell'arte, aveva il ventre prominente e recitava con voce chioccia.

### Le origini del nome

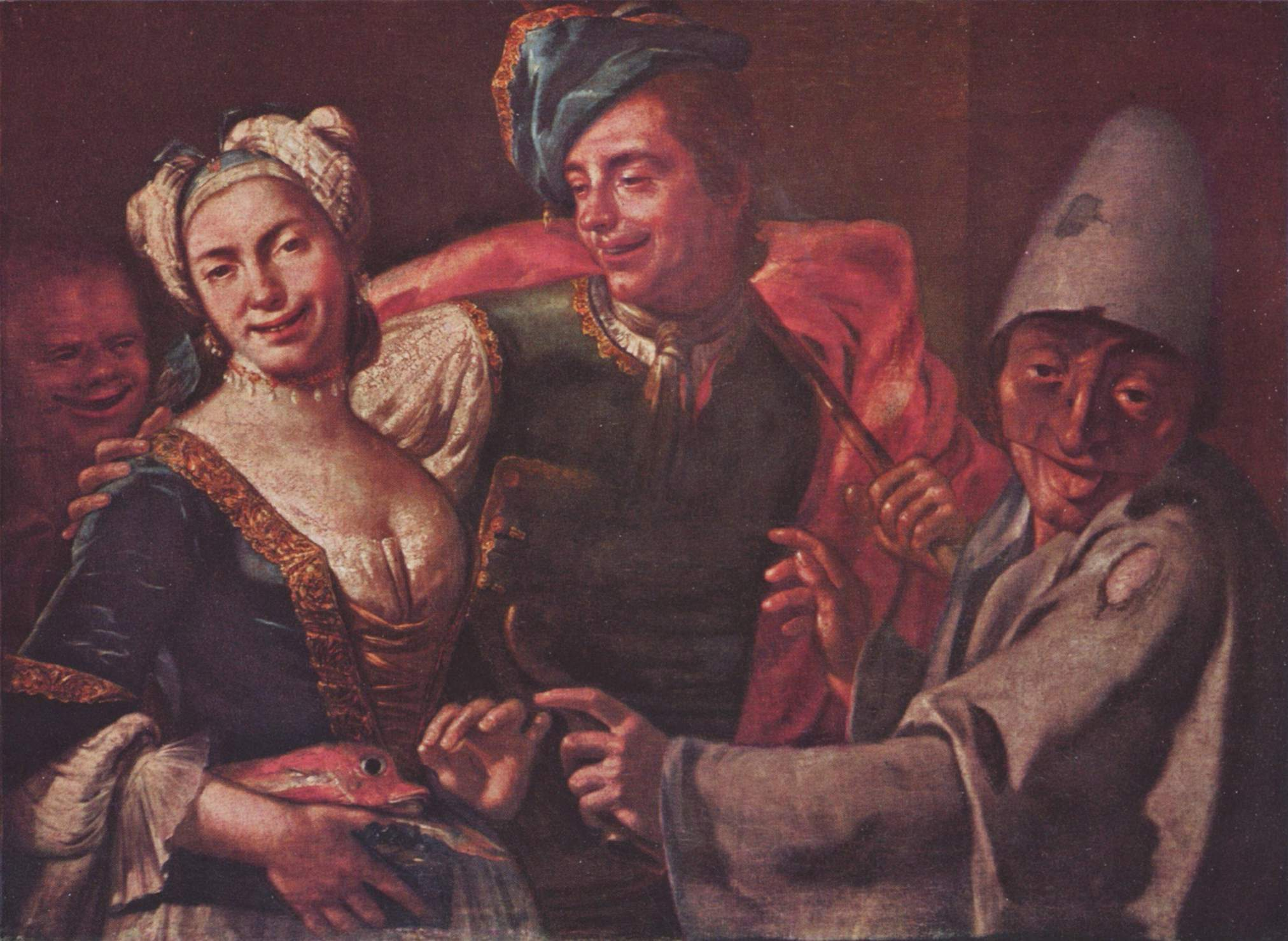
Giuseppe Bonito, Mascherata con Pulcinella

Fiorillo si ispirò a Puccio d'Aniello, il nome di un contadino di Acerra reso famoso da un presunto ritratto di Ludovico Carracci del quale si conosce un'incisione di Carlo Enrico di San Martino, dalla faccia scurita dal sole di campagna ed il naso lungo, che diede vita al personaggio teatrale di Pulcinella. Pulcinella ha incarnato e continua ad incarnare il tipo napoletano, ancora oggi all'estero, il personaggio che, cosciente dei problemi in cui si trova, riesce sempre ad uscirne con un sorriso, prendendosi gioco dei potenti pubblicamente, svelando tutti i retroscena.
Molti autori attribuiscono l'origine del nome all'ermafroditismo intrinseco del personaggio, ovvero un diminutivo femminilizzato di pollo-pulcino, animale tipicamente non riproduttivo, del quale in un certo senso imita la voce. Un'altra teoria afferma che il suo nome derivi dalla corruzione di un cognome molto in voga in Campania, Pulcinello o Polsinelli. In tale accezione Pulcinella si riconferma come figura di tramite uomo-donna, stupido-furbo, città-campagna, demone-santo salvatore, saggio-sciocco, un dualismo che sotto molti aspetti configura la definizione pagano-cristiana della cultura popolare napoletana.

## Il carattere
Pulcinella è una delle maschere più iconiche della commedia dell'arte napoletana, e il suo carattere è ricco di sfumature e contraddizioni. È noto per la sua pigrizia e la sua insaziabile voracità, è sempre alla ricerca di cibo e farebbe qualsiasi cosa per un piatto di maccheroni.
È un personaggio ironico e sfrontato, che non ha paura di prendere in giro i potenti e di svelare i retroscena della società.
Opportunista che sfrutta ogni occasione a suo vantaggio, è anche un grande chiacchierone, sempre pronto a raccontare storie e ad intrattenere il pubblico.
Pulcinella rappresenta tanto i difetti quanto le qualità del popolo napoletano: è comico e tragico allo stesso tempo, capace di far ridere e riflettere, è un personaggio affidabile ma anche arrogante, che riesce sempre a cavarsela nonostante le difficoltà.

### La Commedia dell'arte

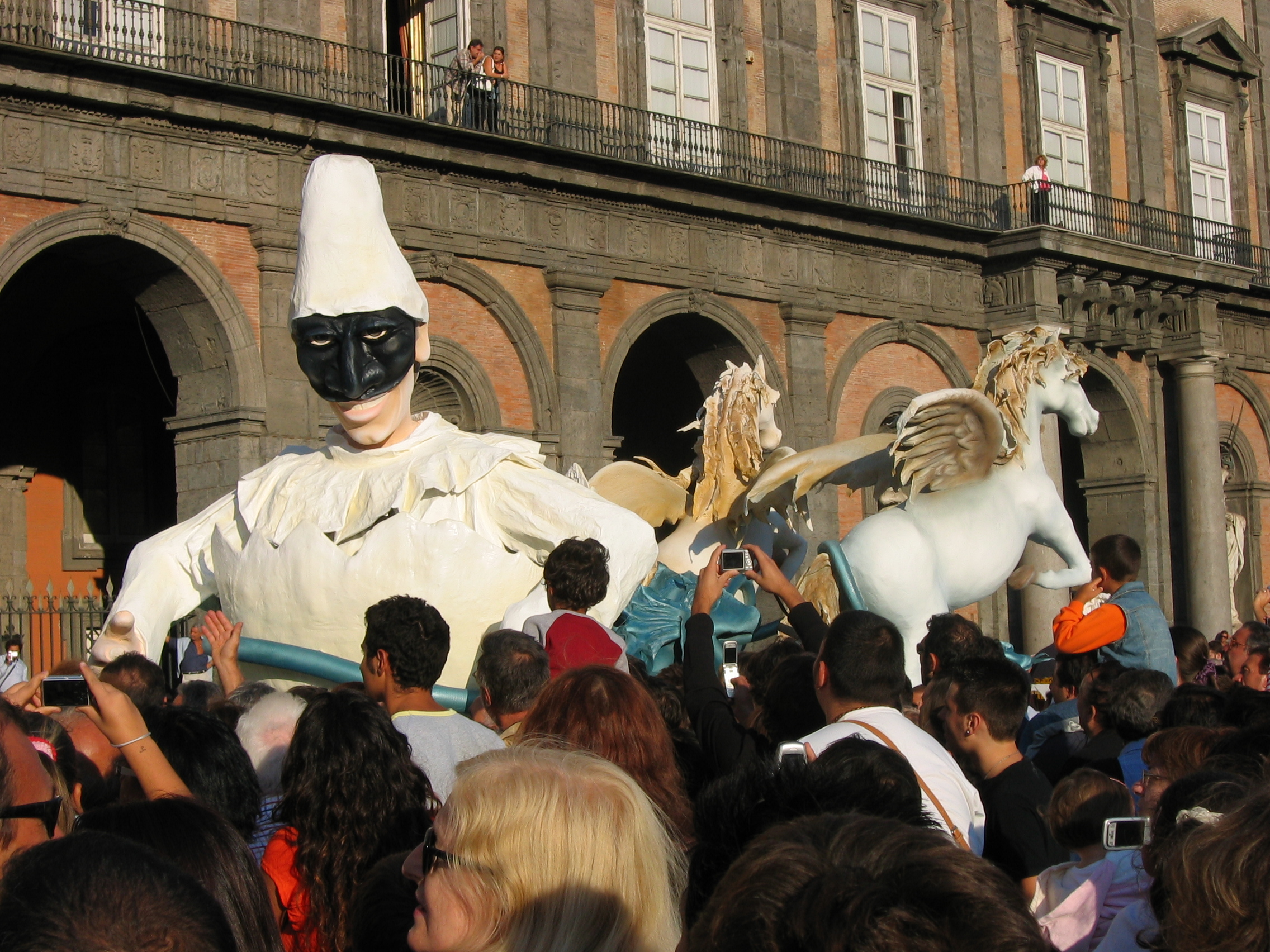
Il carro di Pulcinella durante la festa di Piedigrotta a Napoli

Pulcinella come personaggio del teatro della commedia dell'arte nasce ufficialmente con una commedia del comico Silvio Fiorillo: La Lucilla costante con le ridicole disfide e prodezze di Policinella, scritta nel 1609 ma pubblicata soltanto nel 1632 dopo la morte dell'autore.
Silvio Fiorillo, che già era famoso con il personaggio di Capitan Matamoros, con Pulcinella, probabilmente, risuscita un personaggio già presente nella tradizione del teatro napoletano. Calcese eredita la maschera da Fiorillo. In altri testi è Michelangelo Fracanzani ad ereditare la maschera da Calcese.

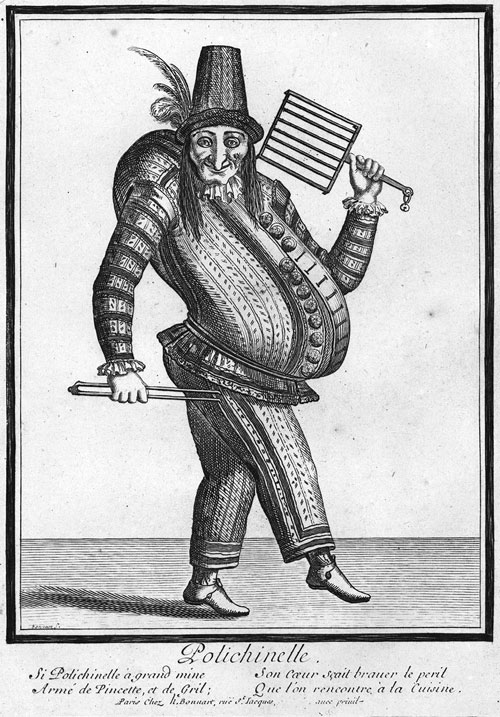
Policinella francese con doppia gobba

Il nome di Pulcinella è cambiato nel corso degli anni, anticamente era Policinella, come si vede dal titolo della commedia di Fiorillo, o Pollicinella. Partito da Napoli in compagnia di altri personaggi come Coviello, Pascariello e una lunga fila di capitani vanagloriosi come Matamoros e Rodomonte che parlavano una lingua franca a metà tra il napoletano e lo spagnolo, Pulcinella con Silvio Fiorillo approdò nelle grandi compagnie comiche del nord e divenne l'antagonista di Arlecchino, maschera bergamasca, il servo sciocco, credulone e sempre affamato di quella fame atavica dei poveri diavoli.
Anche nell'aspetto Pulcinella è cambiato nel corso dei secoli, la sua maschera è stata chiara o scura a seconda dei periodi, il pittore veneziano Giandomenico Tiepolo lo dipinge in ambedue i modi, ma siamo già nel XVIII secolo. Nel 1621 nella raccolta d'incisioni intitolata I Balli di Sfessania, il francese Jacques Callot rappresenta il suo Polliciniello con la maschera bianca, il ventre prominente diventa una gobba, anzi spesso una doppia gobba, come nella versione francese, altre volte la gobba scompare come nei disegni del pittore romano del '700 Pier Leone Ghezzi dove è rappresentato con la maschera nera.
A Napoli, all'inizio del Settecento, la fortuna del personaggio di Pulcinella ha bisogno di uno spazio proprio, per questo verrà costruito appositamente un teatro per le commedie in dialetto: il San Carlino dove lavoreranno famosi Pulcinella come Petito e Altavilla.
Forse l'aspetto del Pulcinella che conosciamo oggi è quello dei disegni di Ghezzi, filtrati attraverso il costume che per anni indossò il più longevo e prolifico attore di farse pulcinellesche: Antonio Petito. Addirittura si è ipotizzato che la forma della maschera, in particolare nelle versioni più recenti, interpreti un comun denominatore delle caratteristiche somatiche (e craniometriche) che contraddistinguono il popolo dei vicoli. Nello studio, La vera storia del cranio di Pulcinella, una serie di caratteristiche somatiche, come le arcate sopracciliari pronunciate e gli occhi incavati, si suppone siano tramandate con grande frequenza nei fitti e chiusi microsistemi dei quartieri popolari di Napoli.

## Pulcinella nel teatro dei burattini e marionette

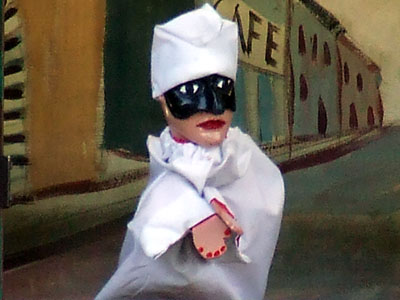
Pulcinella, personaggio di un teatro di burattini

Al di là della Commedia dell'Arte il personaggio di Pulcinella si è sviluppato autonomamente nel teatro dei burattini e delle marionette di cui è ormai l'emblema.
Il Pulcinella burattino e marionetta non è più servo e contadino, ma un archetipo di vitalità, un eroe irriverente, alle prese con le contrarietà del quotidiano e i nemici più improbabili. Il Pulcinella delle guarattelle è un protagonista assoluto, che affronta e sconfigge tutti i suoi avversari.
Nello spettacolo Le avventure di Pinocchio. Storia di un burattino, Pulcinella è tra le più prominenti marionette di Mangiafoco, ma nel complesso non svolge un ruolo rilevante nella storia al di fuori di supportare sul palco Arlecchino o aiutarlo in qualche mansione datagli dal padrone.

## Pulcinella famosi

Eduardo e Pulcinella (qui interpretato da Achille Millo)

Massimo Troisi nei panni di Pulcinella in uno dei suoi primi spettacoli teatrali

Altri Pulcinella famosi, oltre a Fiorillo, furono:
- Andrea Calcese, che può essere considerato il primo vero Pulcinella della storia, in quanto il suo maestro Silvio Fiorillo fu l'ideatore della maschera. Calcese indossò la maschera per la prima volta nel 1618. Il suo stile recitativo era impostato sull'improvvisazione, il che consisteva nell'inventare continuamente lazzi e battute senza alcuno schema. La sua fama arrivò in Spagna.[10]
- Michelangelo Fracanzani che nel 1685 inventò, ad uso e consumo delle scene parigine, il personaggio di Policinella. Fracanzani era nipote del pittore Salvator Rosa che anche lui saltuariamente si esibiva come dilettante nei teatri accademici in commedie ridicolose con un personaggio da lui inventato, uno Zanni napoletano di nome Formica.
- Vincenzo Cammarano, detto "Giancola", siciliano di nascita ma napoletano d'adozione, fu un Pulcinella amato dal popolo napoletano e persino dal re Ferdinando IV, che spesso sbeffeggiava, attribuendogli il nomignolo di "Re nasone". Pare che i due si conobbero anche, come testimonia il film del 1959 Ferdinando Iº re di Napoli, dove Peppino De Filippo è il re nasone, e Eduardo De Filippo Giancola. Morirà nel 1809 passando il testimone al figlio Filippo.
- Filippo Cammarano (1764-1842), figlio di Vincenzo. Filippo Cammarano si distinse per la sua interpretazione molto popolare e piacque sia ai napoletani che alla corte dei Borbone, fu beniamino di Re Ferdinando II; i suoi rapporti con la corte erano simili a quello dei giullari delle corti medievali. Fu anche scrittore e il primo ad avviare la "riforma" in senso morale della maschera di Pulcinella; nel suo scritto "Pulcinella Molinaro" (1814) ripropone temi e situazioni della commedia dell'arte e dell'opera buffa, ma Pulcinella, pur rimanendo lo sciocco di sempre, vi esprime con forza domande di giustizia.
- Pasquale Altavilla (1806-1875) attore e autore dell'800 lavorò accanto a Salvatore Petito lasciando numerose commedie con Pulcinella come personaggio principale.
- Antonio Petito (1822-1876) fu il più famoso Pulcinella dell'800, a lui si devono molte farse pulcinellesche. Figlio di Salvatore Petito, anch'egli interprete di Pulcinella, Antonio era quasi analfabeta, ma lasciò il più numeroso corpus di commedie pulcinellesche, che spesso si ispiravano a temi di attualità della società napoletana del suo tempo.
- Giuseppe De Martino (1854-1918) entrò giovanissimo nella compagnia di Antonio Petito, dove ne assimilò tutti i segreti. Con la morte di Petito toccò a lui sostituirlo, solo quattro giorni dopo la morte del capocomico.
- Salvatore De Muto (1876-1970) indossò la maschera di Pulcinella nel 1913; gli diede l'investitura ufficiale De Martino. Vestì i panni di Pulcinella ininterrottamente fino allo scoppio della 2ª guerra mondiale, poi cadde nel dimenticatoio, finché Eduardo De Filippo non lo volle all'inaugurazione del teatro San Ferdinando del 1954, nello spettacolo Palumbella zompa e vola, dove vestì per l'ultima volta il costume. Morirà in miseria nel 1970.
- Eduardo De Filippo (1900-1984) vestì spesso i panni di Pulcinella, soprattutto all'inizio di carriera. Nel settembre 1958 a Milano per inaugurare la stagione del Piccolo Teatro mise in scena un adattamento della commedia di Pasquale Altavilla Pulcinella in cerca della sua fortuna per Napoli. Nel 1957 scrive Il figlio di Pulcinella, commedia in cui l’imbroglione partenopeo vecchio e servile muore riscattato dal figlio venuto dagli Stati Uniti che ha deciso di togliersi la maschera per non essere più assoggettato.
- Enzo Cannavale (1928-2011) nel 1982 interpreta in Giuramento di Alfonso Brescia un emigrato napoletano a New York che per sbarcare il lunario interpreta la maschera di Pulcinella per feste private e di piazza. Emblematica la fine della pellicola in cui Cannavale-Pulcinella, dopo aver salvato la vita a Mario Merola ed Ida Di Benedetto, pronunzia ad un affranto Nino D'Angelo, prima di morire, la emblematica frase "Pullecenella nun more maje!".
- Massimo Ranieri (1951) nella stagione teatrale 1986-87 è stato interprete dello spettacolo teatrale "Pulcinella" di Maurizio Scaparro.
- Massimo Troisi (1953-1994) fu anch'egli interprete di Pulcinella con il film di Ettore Scola Il viaggio di Capitan Fracassa del 1990 portando la sua versione della maschera napoletana sul grande schermo.
- Pino Daniele (1955-2015) nel suo album d'esordio Terra mia (1977) interpreta nel brano Suonno d'ajere la parte di un Pulcinella malinconico e rabbioso che, toltosi la maschera (un richiamo alla commedia di Eduardo), pensando al dolore dei poveri e dei diseredati medita un'azione di rivolta.

Esiste anche un Pulcinella cartone animato, protagonista di diversi cortometraggi diretti da Giulio Gianini ed Emanuele Luzzati a partire dal 1973. Il personaggio viene ripreso nel film del 2003 Totò Sapore e la magica storia della pizza: qui, a differenza del Pulcinella originale, è basso, cammina a piedi nudi e canta una canzone che compare nella scena, quando si ubriaca e sogna di volare insieme ad altri sosia; la canzone s'intitola Cacofonico. Gli è inoltre attribuito un cognome, Cetrullo, che viene nominato anche nel film animato del 2012 Pinocchio.
Altri Pulcinella famosi sono da ritenersi gli attori Achille Millo, Gianni Crosio, Tommaso Bianco, Nino Taranto, Rino Marcelli, Peppe Barra e Armando Marra.

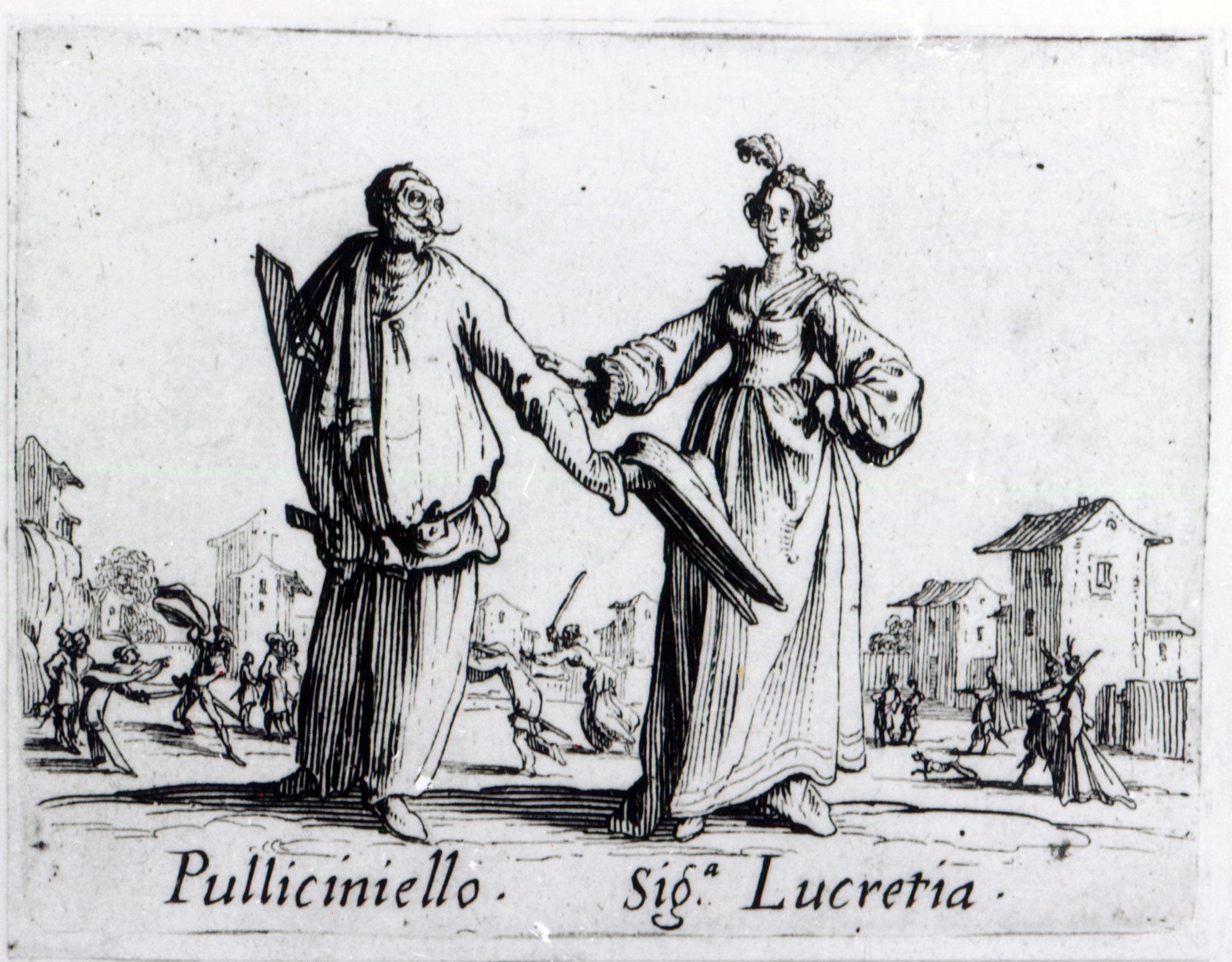
Jacques Callot, I balli di Sfessania, "Pulliciniello e sig.a Lucretia"

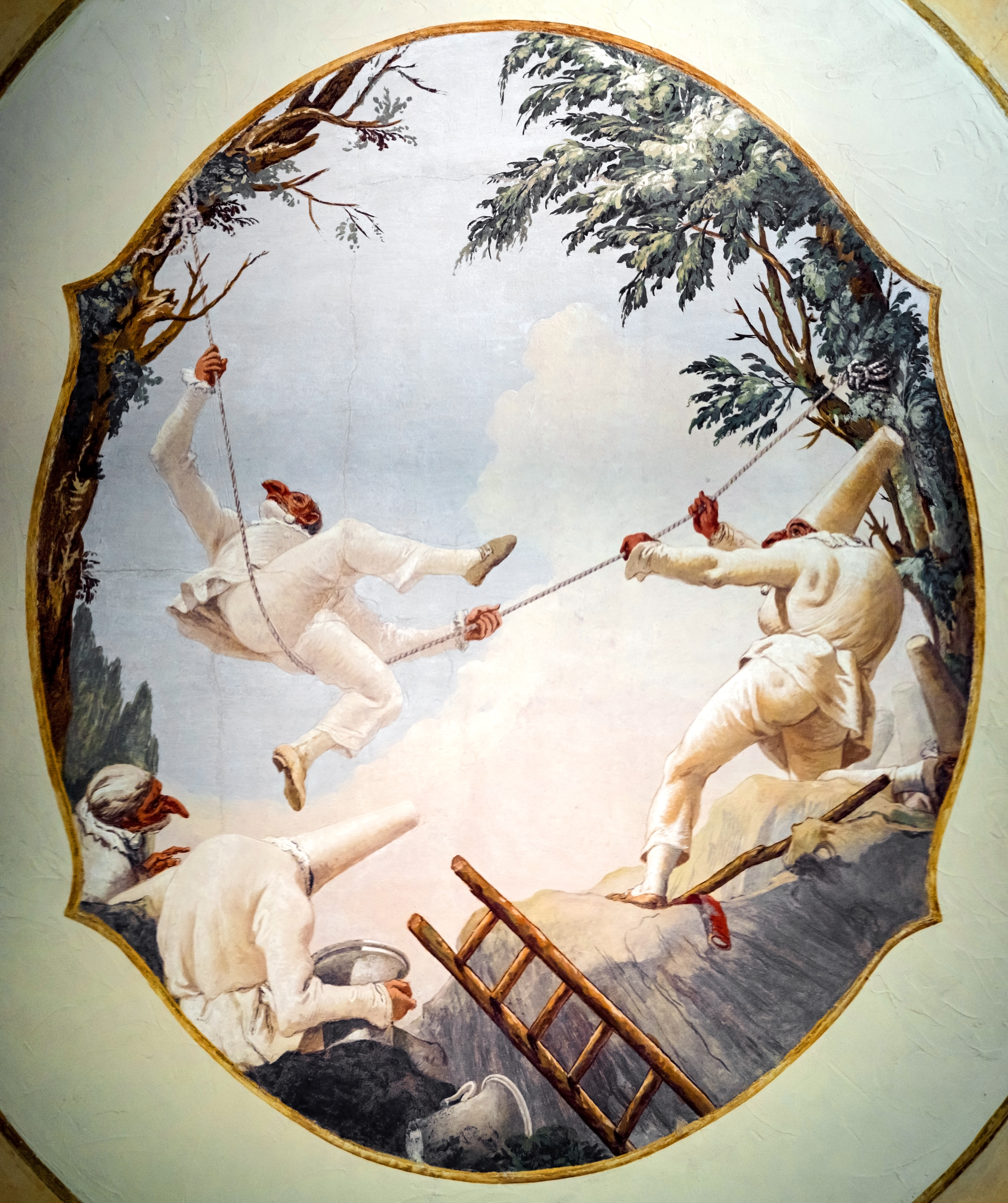
Giandomenico Tiepolo, Pulcinelli acrobati

## Nella cultura di massa

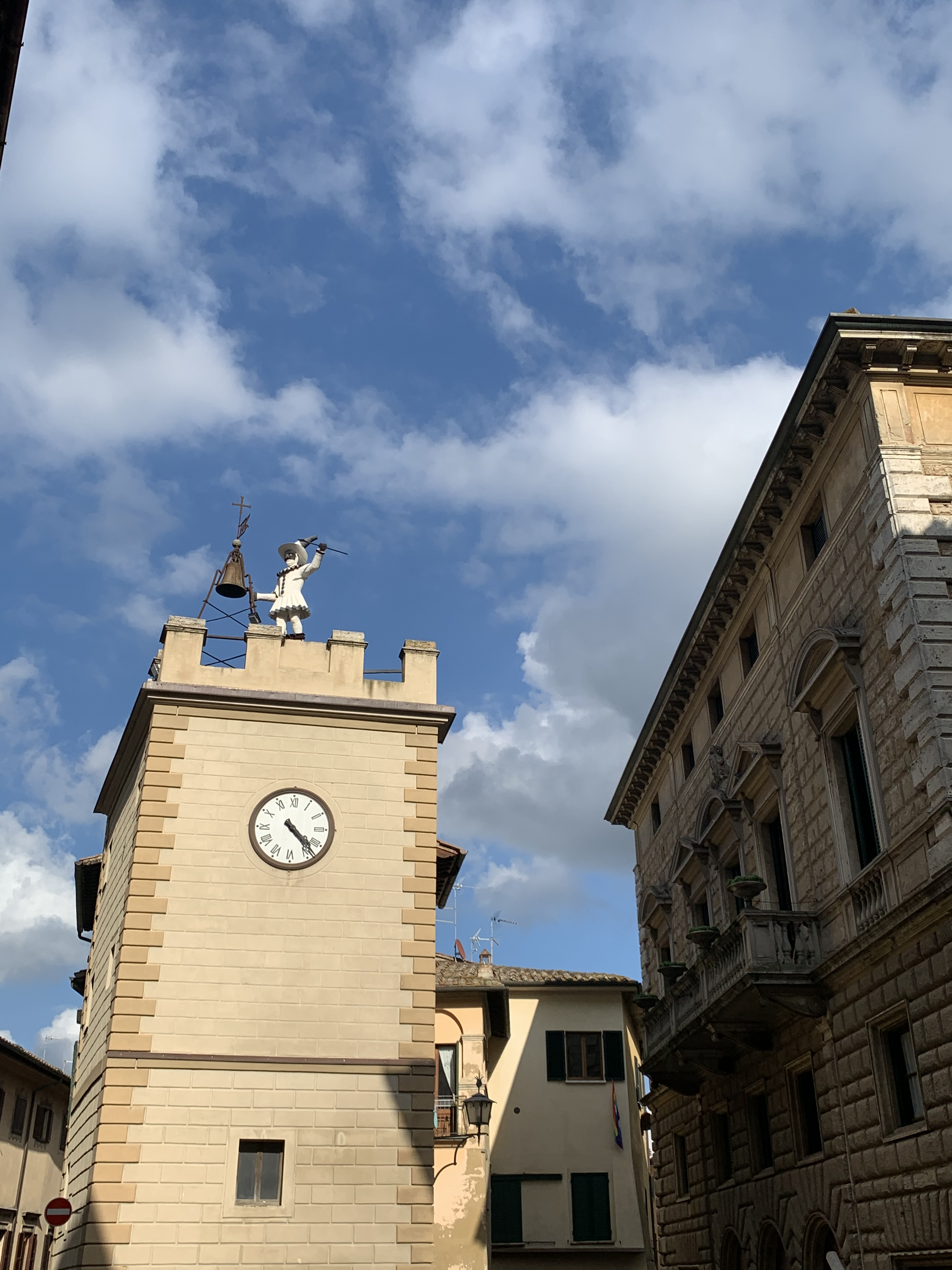
Torre di Pulcinella a Montepulciano

Particolarmente interessante è l'interpretazione che di Pulcinella – così come di Arlecchino – ha fornito il fumettista Andrea Pazienza, il quale nel 1986 ha conferito alle due più celebri maschere della Commedia dell'arte le fattezze del suo personaggio maggiormente noto, Zanardi. Somaticamente caratterizzato da un lungo naso adunco, Zanardi si presta al meglio ad assumere le sembianze pulcinellesche.
Nel 1992 Mimmo Paladino realizzò i «104 disegni di Pulcinella» ispirati all’album Divertimento per li regazzi, di altrettante tavole. I disegni sono stati presentati nella mostra “Mimmo Paladino. I 104 disegni di Pulcinella” a cura di Michele Bonuomo e Angelo Mistrangelo, che ha avuto una programmazione itinerante: Inaugurata a Torino, Palazzina Liberty, il 16 ottobre 1992, è poi andata a Vienna, Graphische Sammlung Albertina, 24 settembre - 21 novembre 1993, quindi a Rotterdam, Kunsthal Rotterdam, 5 marzo - 17 aprile 1994. Nel 2023, a trent'anni dalla realizzazione, l'intero corpus è stato esposto nuovamente ai Musei Civici di Padova.
Un famoso Pulcinella è usato nel logo della manifestazione Cartoons on the Bay. Nasce sulla costiera amalfitana come fiera-premiazione di lavori fumettistici e di animazione. Il Pulcinella rappresentato nel logo è tratto dai disegni di Emanuele Luzzati: è tarchiato, con una lunga veste bianca che scende a campana fino ai piedi nudi e bianchi, come del resto lo è anche la pelle del viso e delle mani. In testa ha un cappello-cappuccio bianco a cono e sul volto porta l'immancabile maschera nera con naso pronunciato. Tutto il logo ha uno sfondo circolare formato da fasce di sei colori differenti sul quale si staglia il Pulcinella in posa danzante.
Nel 2008 Gian Carlo Riccardi realizza uno spettacolo teatrale basato sulla maschera di Pulcinella intitolato Pulcinella uno e due.
Nel 2012 è stata posta una statua di Pulcinella a Napoli, in Vico del Fico al Purgatorio. L'opera in bronzo è stata realizzata e donata alla città dallo scultore napoletano Lello Esposito ed è oggi diventata una meta turistica, grazie all'ipotesi che strofinare il naso del Pulcinella attiri la buona sorte.